# Šalgovík

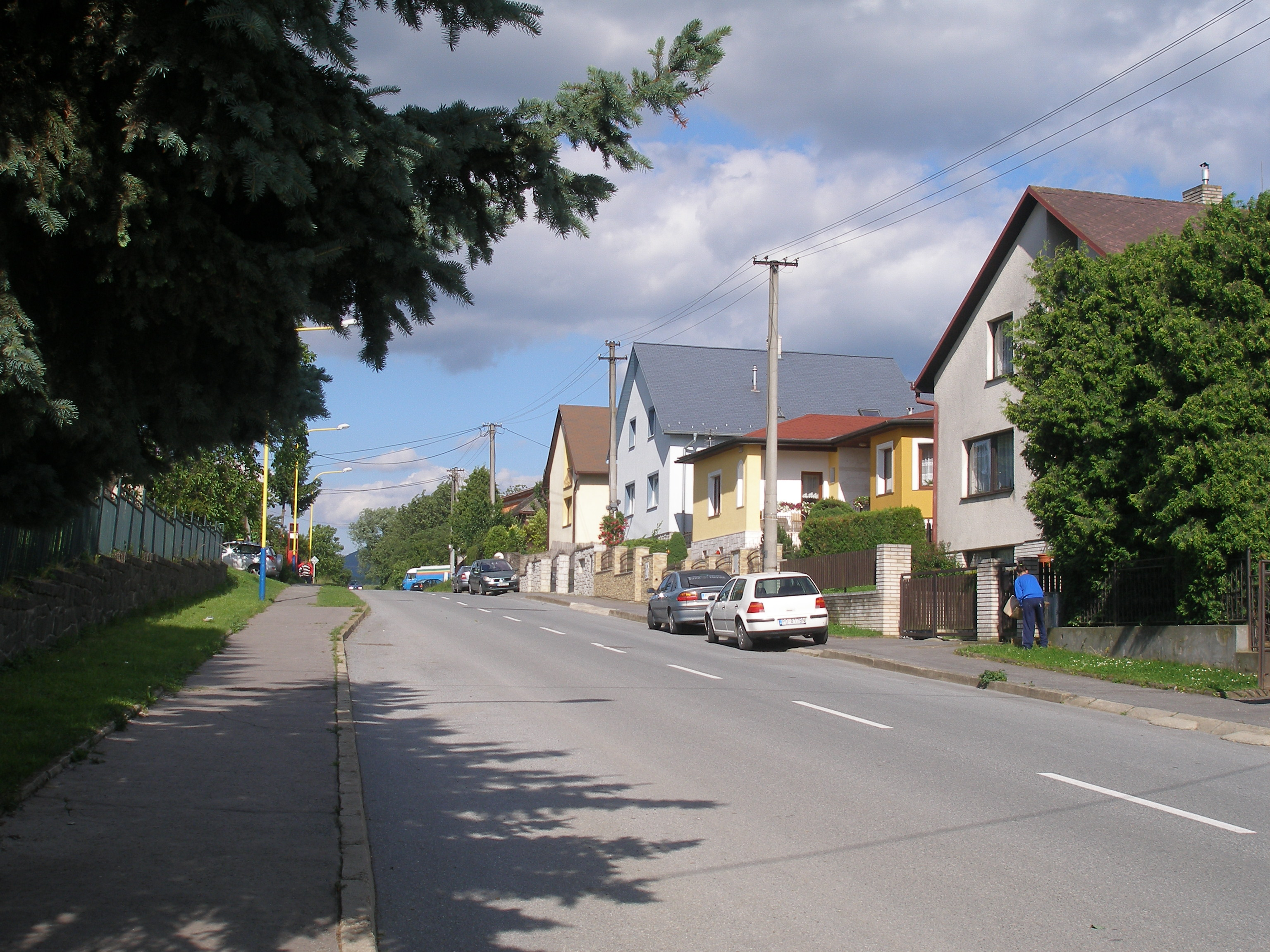
Zabudowa mieszkalna przy ulicy Sekčovskiej (2010)

Šalgovík (dawne węgierskie nazwy Salgó, Sebessalgó) – jedna z 4 dzielnic Preszowa, dawna wieś przyłączona do miasta w 1970. Znajduje się tu kościół pw. św. Franciszka Ksawerego.